# Arthraxon nudum
Arthraxon nudum är en gräsart som först beskrevs av Christian Gottfried Daniel Nees von Esenbeck, och fick sitt nu gällande namn av George Bentham och Charles Baron Clarke. Arthraxon nudum ingår i släktet Arthraxon och familjen gräs.
Artens utbredningsområde är Bangladesh. Inga underarter finns listade i Catalogue of Life.